# Åke Durkfeldt
Åke Gottfrid Durkfeldt, född 8 mars 1917 i Lindesbergs församling, död där 25 januari 1986 , var en svensk idrottsman (långdistanslöpare). Han tävlade för Wedevågs IF.
Durkfeldt vann SM-guld på 5 000 m år 1943.